# Cynortula alejandra
Cynortula alejandra is een hooiwagen uit de familie Cosmetidae.